# Eckbert von Schönau
Eckbert von Schönau of, in het Latijn, Eckebertus Schonaugiensis (gestorven 1184 in klooster Schönau bij Strüth), was een benedictijner monnik, prediker en mystiek schrijver in de 12e eeuw. Hij schreef de mystieke visioenen van zijn zus, Elisabeth von Schönau, benedictines in Schönau, neer in talrijke teksten.
Het klooster van Schönau lag toentertijd in het aartsbisdom Trier, doch bevindt zich vandaag in het bisdom Limburg aan de Lahn. Het is een dubbelklooster: een voor mannelijke en een voor vrouwelijke religieuzen.
Eckbert en Elisabeth kwamen uit een familie uit het Rijnland met meerdere religieuzen in de familie. De van kindsbeen af ziekelijke Elisabeth ging aan de leeftijd van 12 jaar in het benedictinessenklooster van Schönau. Eckbert werd kanunnik in de Cassius-kapittelkerk van Bonn. Hij studeerde met Reinald van Dassel, de latere aartsbisschop van Keulen, eerst in Bonn, later in Parijs. Tijdens zijn werk in de kapittelkerk van Bonn was hij geconfronteerd met katharen in de stad, alsook in de rest van het Rijnland. Op aandringen van zijn zieke zus Elisabeth, trad hij binnen bij de benedictijnen van Schönau (1155), wat dan tegen de zin was van de rest van de familie.
Eckbert schreef, op aangeven van zijn zus, mystieke geschriften zoals bijvoorbeeld Visio de resurrectione beatae Mariae; dit handelde over Maria-Hemelvaart, eeuwen voor de roomse kerk dit erkende. Eckberts bekendste werk is evenwel Sermones XIII contra Catharos. In dit schrijven, gericht aan de Keulse aartsbisschop en vriend Reinald, analyseert hij, voor de eerste maal, de denkbeelden van de katharen. In het Rijnland waren er in de 12e eeuw kathaarse volgelingen, mogelijks via weversgilden en lakenhandel verspreid. Eckbert mocht voor dit werk enkele katharen ondervragen van aartsbisschop Reinald; achteraf liet de aartsbisschop hen publiek verbranden. Van Eckbert zou de naam katharen komen: hij had deze term gelezen in een werk van Sint-Augustinus, die ergens schreef over catharistae in de ketterij der manicheeërs.
Bij het overlijden van zijn zus (1164) schreef hij het treurige traktaat De obitu dominae Elisabeth.
Vanaf 1166 was hij abt van het mannenklooster van Schönau.